# 佐々木吉蔵
佐々木 吉蔵（ささき きちぞう、1912年3月10日 - 1983年1月23日）は、日本の陸上競技選手。

## 経歴
秋田県鹿角郡小坂村（現在の小坂町）に生まれる。1929年に大館中学校（現在の秋田県立大館鳳鳴高等学校）を卒業し、小坂鉱山花岡支社に入社し、明治神宮大会の男子100ｍで優勝する。
翌年、東京高等師範学校に進み、日本陸上競技選手権大会の男子200ｍで優勝し、ついで1931年には一般対抗学生選手権の4×100ｍリレーの学生チームの第2走者として、41秒6で当時の日本記録を樹立した。
1932年ロサンゼルスオリンピック代表に選ばれたが、怪我のために辞退した。つづく1936年ベルリンオリンピックでは男子100メートルに出場した。
東京高等師範学校を卒業後は、中央大学法学部に進み、1953年に東京学芸大学の教授に就任。後に文部省で働き、1962年に東京五輪準備室長となり、1964年東京オリンピックでの100メートル決勝のスターターを務め、「スターターの神様」と称された。
日本体育大学名誉教授
最後の頃の授業で、国体行政の改革について、数多くの授業を行なっていた。